# Singgesellschaft Wetzikon
Die Singgesellschaft Wetzikon war ein 1755 von Johannes Schmidlin gegründeter Chor. Entgegen der damaligen Gepflogenheiten war er allen Bevölkerungsschichten offen und pflegte auch weltliches resp. volkstümliches Liedgut. Somit kann der Chor im heutigen Sinne als erster moderner Gesangverein der Musikgeschichte betrachtet werden.

## Geschichte
Die Tradition des Collegium musicum konnte trotz des kirchlichen Musizierverbots durch den Zürcher Reformator Huldrych Zwingli über die Reformation hinaus bewahrt werden. Um 1600 begann sich dieses zu lockern, neben neuen Musikkollegien entstanden nun auch kirchliche Gesangvereine oder Singgesellschaften zur musikalischen Gestaltung der Gottesdienste.
Im Juni 1754 wurde der Pfarrer Johannes Schmidlin nach Wetzikon berufen. Inspiriert von seinem Lehrer Johann Caspar Bachofen begann er, eigene geistliche Lieder zu komponieren. Nach ein paar Übungen im eigenen Pfarrhaus mit einigen Gemeindemitgliedern beschloss Schmidlin 1755, eine Singgesellschaft zu gründen. Zeitweise sangen über 200 Mitglieder im Chor, was rund 10 % der damaligen Bevölkerung Wetzikons entsprach. Geprobt wurde jeden Sonntag in der Wetziker Kirche. 1768 gründete Schmidlin ein eigenes Musikkollegium, eines der ersten auf ländlichem Gebiet.
Nach dem überraschenden Tod Schmidlins übernahm 1772 sein Nachfolger Hans Jakob Nägeli die Leitung der Singgesellschaft und des Musikkollegiums. Während der Helvetik wurde der Betrieb von 1798 bis 1804 eingestellt. 1806 verstarb Nägeli und sein Sohn Hans Konrad Nägeli übernahm die Leitung. Der jahrelange Unterbruch und die aus Nägelis vielen Beschäftigungen begründete Nachlässigkeit liess den Chor auf etwa 100 Mitglieder zurückgehen. Dieser versuchte, mit eigenen Proben für die Konfirmanden vor dem Nachmittagsgottesdienst den Nachwuchs zu sichern. Nach Nägelis Tod 1828 löste sich zuerst das Musikkollegium und 1833 auch die Singgesellschaft auf; ihre Mitglieder verteilten sich in neugebildeten Gesangvereinen in der Region. 

## Repertoire
Die gesungene Literatur beinhalteten zunächst geistliche Gesänge für den gottesdienstlichen Gebrauch, u. a. die vierstimmigen Psalmensätze von Claude Goudimel in der deutschen Fassung von Ambrosius Lobwasser, aber auch eigens von Schmidlin für den Chor komponierte Lieder. Später kamen auch weltliche Gesänge dazu, u. a. die patriotischen Schweizerlieder nach Texten von Johann Caspar Lavater, die Schmidlin 1769 veröffentlichte und als erste weltliche Volksgesänge in der Schweiz gelten. Sein Schüler Johann Heinrich Egli setzte sie nach Schmidlins Tod vierstimmig aus, worauf sie über die Landesgrenzen hinaus bekannt wurden.

## Nachwirken
Die wesentlichen Neuerungen, die den Chorbetrieb auszeichneten, waren der uneingeschränkte Zugang für Mitglieder jeglichen Standes, Alters und Geschlechts sowie die Aufnahme weltlicher und patriotischer Volksgesänge, die Schmidlin grösstenteils selber in einer volkstümlichen und einfach zugänglichen Tonsprache komponierte. In diesen Punkten unterschied sich die Singgesellschaft von anderen Gruppierungen, die nur standesgemässe Berufsmitglieder in beschränkter Anzahl (meist nur Männer) aufnahmen, so wie die Musikkollegien (z. B. die 1620 gegründete Singgesellschaft zum Antlitz), oder die Liedertafeln (z. B. der 1673 gestiftete Männerverein in Greifenberg oder die 1791 gegründete Sing-Akademie zu Berlin sowie die daraus 1809 entstandene Berliner Liedertafel).
Diese Ideale hatte später der Wetziker Komponist Hans Georg Nägeli – als Knabe selber Mitsänger der Singgesellschaft – aufgegriffen und 1810 zunächst im Zürcherischen Singinstitut und später (u. a. mit Johann Heinrich Pestalozzi) in weiteren musikpädagogischen Pionierleistungen verwirklicht, die bis Mitte 19. Jahrhundert den Gesang im gesamten deutschsprachigen Raum zu einer Volksbewegung entwickeln liessen.
Nach der Auflösung der Singgesellschaft schaffte es in Wetzikon zunächst kein neuer Gesangverein, sich zu etablieren (u. a. scheiterten zwei Männerchor-Gründungen 1823 und 1840 nach wenigen Jahren). Erst ab 1865 konnten sich neugegründete Chöre in der Gemeinde langfristig halten und sind überwiegend bis heute noch aktiv.